# Pregrada
Pregrada – miasto w Chorwacji, w żupanii krapińsko-zagorskiej, siedziba miasta Pregrada. W 2011 roku liczyło 1828 mieszkańców.